# 1-Нитрозо-2-нафтол
1-Нитрозо-2-нафтол (реактив Ильинского) — органическое соединение, нитрозонафтол с химической формулой C10H7NO2, относящийся к нитрозокрасителям. Жёлтые кристаллы, почти нерастворимые в воде. Применяется в аналитической химии для определения трёхвалентного кобальта, стал первым органическим реактивом, применённым для неорганического анализа, введён в использование М. А. Ильинским в 1884 году. Также применяется для производства других нитрозокрасителей, например, протравного зелёного БС.
Синонимы: α-нитрозо-β-нафтол, 1,2-нафтохинон-1-оксим, 1-нитрозо-2-нафталенол.

## История
В 1884 Михаил Ильинский предложил использовать 1-нитрозо-2-нафтол с целью отделения кобальта от никеля. Этот реактив стал первым органическим соединением, применённым для анализа неорганических веществ. Тем не менее, активное использование органических реактивов в неорганическом анализе началось значительно позднее, после открытия действия диметилглиоксима на ион никеля в 1905 году.

## Свойства
Жёлтый кристаллический порошок. Молярная масса составляет 173,14 г/моль, температура плавления 109,5 °C. Хорошо растворим в водных щелочных растворах и диэтиловом эфире, плохо растворим в спирте (2,4 г/100 г), почти нерастворим в воде (0,02 г/100 г).

## Получение
Синтезируют путём нитрозирования 2-нафтола.

## Применение
Применяют для экстракционно-фотометрического определения трёхвалентного кобальта (предел обнаружения 0,005 мкг/мл) и трёхвалентного родия (0,4 мкг/мл).

## Безопасность
Поражает кожу, вызывая дерматиты.